# Kalliosaari (ö i Mellersta Finland, Jämsä, lat 61,73, long 24,91)
Kalliosaari är en ö i Finland. Den ligger i sjön Isojärvi och i kommunen Jämsä i landskapet Mellersta Finland, i den södra delen av landet, 170 km norr om huvudstaden Helsingfors. Öns area är 0,8 hektar och dess största längd är 180 meter i nord-sydlig riktning.